# Bangladeschische Badmintonmeisterschaft 1979
Die Bangladeschische Badmintonmeisterschaft 1979 war die 5. Austragung der nationalen Titelkämpfe im Badminton in Bangladesch.

## Sieger und Finalisten
| Disziplin         | Gold                                            | Silber                                               |
| ----------------- | ----------------------------------------------- | ---------------------------------------------------- |
| Herreneinzel      | Monsur Ahmed Khan Penu (SMA)                    | Golam Aziz Zilani (SMA)                              |
| Dameneinzel       | Sayeeda Marrium Tareq (Biman)                   | Kamrun Nahar Dana (SMA)                              |
| Herrendoppel      | Sapan Shek Abul Hashem (Engineering University) | Mozammel Haque Montu Samsul Islam Mehedi (Dhaka DSA) |
| Damendoppel       | Sayeeda Marrium Tareq Royena (SMA)              | Dilruba Nur Chompa Sabiha (Rajshahi Board)           |
| Mixed             | Monoar Ul Alam Babul Kamrun Nahar Dana (Biman)  | Monsur Ahmed Khan Penu Sayeeda Marrium Tareq (SMA)   |
| Veteranendoppel   | Ahsanul Haque A. Islam (Dhaka DSA)              | A. B. S. Safder M. A. Rakib (SMA)                    |
| Junioreneinzel    | Pintu (Dhaka DSA)                               | A. N. Azad Bablu (Metropolitan Police SA)            |
| Juniorendoppel    | A. N. Azad Bablu Shahin (SMA)                   | Pintu Sultan Arefin Badar (Dhaka DSA)                |
| Juniorinneneinzel | Rokeya Beg (Tangail DSA)                        | Ferdousy Khanum (Khulna DSA)                         |
| Juniorinnendoppel | Nighat Nazia Akhter Juthi (Distrikt Dhaka)      | Sabina Khatun (Bogura DSA)                           |